# Bulnesia carrapo
Espèce
Classification phylogénétique
Statut de conservation UICN

 EN  : En danger
Bulnesia carrapo est une espèce de plantes du genre Bulnesia de la famille des Zygophyllaceae.